# Peregrino (Roma Antiga)
Peregrino (em latim: peregrinus; pl. peregrini) foi um termo usado no Império Romano, de 30 a.C. até 212 d.C. para denotar um homem provincial livre, morador no império mas sem ser cidadão romano. Os peregrinos constituíam a imensa maioria dos habitantes do império nos séculos I e II. Os peregrinos foram pessoas de segunda classe até o ano de 212, em que a cidadania romana foi concedida a todos os habitantes do império.
Durante a República Romana, o termo peregrino designava qualquer pessoa que não tivesse cidadania romana, total ou parcial, quer estivesse sob domínio romano ou não. Tecnicamente, este continuou sendo o caso durante a era colonial; mas, na prática, o termo ficava limitado aos súditos do império, sendo os habitantes das regiões fora dos limites do império denominados bárbaros (barbari).

## Estatísticas
Nos séculos I e II, a vasta maioria (80-90%) dos habitantes do império eram peregrinos. Por volta de 49 a.C., todos os habitantes da península Itálica eram cidadãos romanos. Fora da Itália, aquelas províncias com a colonização romana mais intensa nos quase dois séculos de domínio provavelmente tivessem uma maioria de cidadãos romanos por volta do fim do reinado de Augusto: Gália Narbonense (sul da atual França), Bética (sul da Península Ibérica) e a África Proconsular (Tunísia). Nas províncias fronteiriças, a proporção de cidadãos seria menor. Por exemplo, um estimado dos cidadãos romanos na Britânia por volta de 100 d.C. seria cerca de 50 000, menos de 3% da província de cerca de 1,7 milhões. No império em conjunto, apenas havia cerca de 6 milhões de cidadãos romanos em 47 d.C., no último censo quinquenal romano. Esta cifra era apenas 9% de uma população imperial total estimada em aproximadamente 70 milhões nessa época.

## Status social
Em latim peregrinus (de per + agere =viajar longe, da qual deriva a palavra "peregrino"), significava "estrangeiro"; mas, a começos do Principado, peregrinos não significava estrangeiro em senso literal, pois eram nativos de províncias do império. Contudo, a posição legal e fiscal superior dos cidadãos romanos significou que os peregrinos tivessem um status de segunda classe nos seus próprios países.
Aos peregrinos apenas foram concedidos os direitos básicos do Ius gentium ("direito de gentes"), uma classe de direito internacional derivado do direito comercial desenvolvido pelas polis gregas, que foi usado pelos romanos para regular as relações entre cidadãos e não-cidadãos. Porém, o ius gentium não conferia muitos dos direitos e proteções do ius civile ("direito de cidadãos", i.e. direito romano).
Não havia lei alguma que impedisse a tortura dos peregrinos nos interrogatórios oficiais. Assim, estes eram sujeitos a uma justiça sumária, incluindo a execução, a critério do governador romano. Ao menos na teoria, os cidadãos romanos não podiam ser torturados e podiam insistir a ser julgados por uma audiência da corte do governador. Isto implicava que o governador agia como juiz, aconselhado por um consílio (consilium) de altos oficiais, bem como o direito do defendido a ter conselharia legal. Os cidadãos romanos também gozavam de uma salvaguarda importante: o direito a apelar uma sentença penal, especialmente se se tratava de uma pena de morte, diretamente ao imperador.
Com referência ao direito civil, os peregrinos estavam sujeitos às leis e tribunais das suas cividades (civitas; uma circunscrição administrativa, similar a um condado, baseado nos territórios tribais pre-romanos). Por outro lado, os casos que envolviam cidadãos romanos eram adjudicados à corte do governador, segundo a regulamentação elaborada do direito civil romano. Isto outorgou aos cidadãos uma vantagem substancial nas disputas com os peregrinos, especialmente sobre terras, pois o direito romano sempre prevalecia sobre as leis locais se ambas entravam em conflito. Além disso, os vereditos do governador estavam com frequência influenciados pelo status social das partes (e, com frequência, por suborno), mais que pela jurisprudência.
Na esfera fiscal, os peregrinos estavam sujeitos a impostos diretos (tributum): estavam obrigados a pagar um imposto per capita anual (tributum capete), uma fonte importante de renda para o Império. Os cidadãos romanos ficavam isentos deste imposto. Como se esperaria duma economia agrária, a renda mais importante era o imposto predial (tributum soli), que era pago pela maior parte das terras provinciais. Novamente, a terra na península Itálica ficava isenta deste imposto, bem como a terra propriedade dos colonos romanos (coloniae) fora da península Itálica.
Na esfera militar, os peregrinos foram excluídos de emprestar serviços nas legiões e podiam alistar-se apenas nas tropas auxiliares romanas, menos prestigiosas.
Na esfera social, os peregrinos não possuíam o direito ao conúbio (connubium), i.e., não se podiam casar com um cidadão romano. Portanto, qualquer filho de um matrimônio misto era ilegítimo e não podia herdar a cidadania (ou as propriedades). Além disso, os peregrinos não podia designar os seus herdeiros sob o direito romano, a menos que fossem auxiliares militares. Portanto, à sua morte estavam legalmente intestados, pelo qual os seus bens passavam a ser propriedade do Estado.

## Autoridades locais
Cada província do Império Romano estava dividida em três tipos de autoridades locais: colônias (coloniae, originalmente fundadas por veteranos legionários retirados), municípios (municipia; cidades com "direitos latinos", uma sorte de pseudo-cidadania) e cividade peregrinas (civitates peregrinae), as autoridades locais dos peregrinos.
As cividade peregrinas estavam baseadas nos territórios das cidades-Estado pré-romanas do Mediterrâneo ou tribos nativas (a noroeste da Europa e as províncias do Danúbio), exceto as terras confiscadas pelos romanos após a conquista da província para prover terras aos veteranos legionários ou tornar-se estados imperiais.
Embora o governador provincial tivesse um poder absoluto para intervir nos assuntos da cividade, na prática, as cividade eram predominantemente autônomas, em parte devido a que o governador operava com uma burocracia mínima e simplesmente não tinha os recursos para uma gestão detalhada das cividades. As cividades coletavam e enviavam os seus tributum anuais (impostos per capita e predial) e realizaram os serviços requeridos, tais como manter as calçadas que cruzavam o seu território. Portanto, a administração central provincial permitiu-lhes cuidar dos seus assuntos.
As cividades peregrinas eram com frequência governadas pelos descendentes das aristocracias que as tinham dominado quando ainda eram entidades independentes, antes da conquista, embora muitos destes pudessem ter sofrido uma grande diminuição dos seus territórios durante o período de invasão. Estas elites dominariam o conselho cividade e as magistraturas executivas, que estariam baseadas em instituições tradicionais. Eles decidiriam as disputas em conformidade com o direito consuetudinário tribal. Se à povoação principal de uma cividade era outorgado o status de municipium, aos líderes eleitos de tal cividade e ao seu conselho inteiro (que podia estar composto de até 100 homens) era concedida automaticamente a cidadania.
Os romanos contavam com as elites nativas para manter as suas cividades em ordem e submissas. Eles asseguravam a lealdade destas elites concedendo-lhes favores substanciais: mercês de terras, cidadania e até mesmo a inscrição na classe alta na sociedade romana, a classe senatorial, para aqueles que cumpriam com o limiar mínimo de propriedades. Estes privilegiados afiançaram ainda mais a riqueza e o poder das aristocracias nativas, a expensas das massas e dos seus concidadãos peregrinos.

## Propriedade da terra
O Império Romano foi maiormente uma economia agrícola: mais de 80%  da sua população vivia e trabalhava na terra. Portanto, os direitos sobre o uso da terra e do seu produto foram o determinante mais importante da riqueza. A conquista romana e o Estado provavelmente levassem a um grande decaimento da situação econômica do camponês peregrino médio, em favor do Estado romano, os terratenentes romanos e as elites nativas leais ao Império. O Império Romano era uma sociedade com enormes disparidades na riqueza, com uma classe senatorial possuidora de uma proporção significativa de todas as terras no império, em forma de grandes latifundia (latifúndios), com frequência em várias províncias. Assim, por exemplo, Plínio, o Jovem declarava numa das suas cartas que durante o governo de Nero (54-68), a metade de toda a Africa proconsularis (na atual Tunísia) era da posse de seis terratenentes privados. De fato, a classe senatorial, que era hereditária, foi em si parcialmente definida pela riqueza, pois qualquer pessoa alheia a tal classe que desejar somar-se a ela devia ter abundantes títulos de propriedade.
De conformidade com o direito romano, as terras que tivessem pertencido a um povo vencido (dediticii) tornavam-se em propriedade do Estado romano. Uma parte destas terras seria assinada a colonos romanos. Algumas seriam vendidas aos grandes terratenentes romanos com o fim de arrecadar fundos para o tesouro imperial. Algumas mantar-se-iam como "terras propriedade do Estado (ager publicus) que na prática eram geridas como bens imperiais. O restante seria devolvido à cividade que as possuía originariamente, mas não necessariamente retornavam à sua estrutura de propriedade prévia. Grande parte das terras pode ter sido confiscada aos membros das elites nativas que se opuseram aos invasores romanos e, como contrapartida, foram concedidas aos que os apoiaram. A estes últimos teria-se concedido assim mesmo terras que alguma vez tinham sido comunais.
A proporção da terra em cada província confiscada pelos romanos após a sua conquista é desconhecida. Porém, existem alguns indícios. Egito é a província melhor documentada, devido à sobrevivência de papiros nas condições secas do deserto. Ali, provavelmente, um terço das terras foram ager publicus. Da evidência disponível, pode-se concluir que, entre bens imperiais, terra assinada aos coloniae e terra vendida a terratenentes romanos privados, os peregrinos de província teriam perdido a propriedade de mais da metade das suas terras como resultado da conquista romana. Ainda, os colonos romanos teriam obtido habitualmente as melhores terras.
Conhece-se pouco sobre o padrão de tença de terras antes da conquista romana, mas não há dúvida de que mudou radicalmente após a chegada dos romanos. Em particular, muitos camponeses livres que tinham cultivado as mesmas parcelas por gerações (ou seja, que eram proprietários em virtude do direito consuetudinário tribal), ficariam reduzidos a inquilinos, obrigados a pagar o aluguel aos proprietários romanos ausentes ou aos agentes do procurador, o oficial financeiro em chefe da província, se as suas terras eram para então propriedade do império. Até mesmo se o seu novo arrendatário era um aristocrata local, o camponês livre poia ficar numa pior situação, sendo obrigado a pagar a renda de uma terra que poderia cultivar gratuitamente, ou a pagar taxas por pastar os seus rebanhos nos pastos que anteriormente tinham sido comunais.